# Чорний носоріг
Чорний носоріг (Diceros bicornis) — представник родини носорогів, який мешкає на території Африканського континенту.

## Опис
Чорний носоріг — досить велика тварина, проте у розмірах поступається білому носорогу. Чорний носоріг завдовжки до 3,15 м, заввишки — 150—160 см, завважує — до 2 т. У нього зазвичай 2 роги, хоча бувають й 3, а навіть і 5 (зокрема у тварин, які мешкають у Замбії). Ріг його у перетині біля основи круглястий. Передній ріг досягає розміру до 40-60 см, іноді буває й більше. Відомий випадок самки чорного носорога «Герти», яка мала передній ріг завдовжки 138 см.
Особливістю чорного носорога є його верхня губа. Вона загострена й звисає на кшталт хоботка над нижньою. За допомогою цієї губи тварина вправно хапає листя з гілок чагарників.
Зір у чорних носорогів слабкий. Можна підійти до нього до відстань у 40-50 м, й він не відрізнить людину від стовбура дерева. Набагато краще у цих тварин розвинуті слух та, особливо, нюх.

## Таксономія
Вперше вид був названий Rhinoceros bicornis Карлом Ліннеєм у 10-му виданні його Systema naturae у 1758 році. Назва означає "дворогий носоріг". Існує певна плутанина щодо того, що саме Лінней мав на увазі під цією назвою, оскільки цей вид, ймовірно, був заснований на черепі однорогого індійського носорога (Rhinoceros unicornis), з другим рогом, штучно доданим колекціонером. Відомо, що такий череп існував, і Лінней навіть згадував Індію, як країну походження цього виду. Однак він також посилався на повідомлення ранніх мандрівників про дворогого носорога в Африці, і коли з'ясувалося, що в Індії є лише один, однорогий вид носорога, Rhinoceros bicornis почали використовувати для позначення африканських носорогів (білий носоріг як окремий вид було визнано лише в 1812 році).
1911 року це було офіційно закріплено, і мис Доброї Надії офіційно оголосили типовим місцем проживання виду.

## Підвиди
Зазвичай виділяють чотири підвиди чорного носорога:
- D. bicornis minor - найчисленніший підвид, властивий південно-східній частині ареалу (Танзанія, Замбія, Мозамбік, північний схід ПАР).
- D. bicornis bicornis - типовий підвид, прихильний до більш сухих областей на південному заході та північному сході ареалу (Намібія, ПАР, Ангола).
- D. bicornis michaeli - ще один східний підвид, який зустрічається майже виключно в Танзанії.
- † D. bicornis longipes - камерунський підвид, з 2011 року визнано вимерлим.

## Спосіб життя
Чорні носороги мешкають у сухих ландшафтах, іноді зустрічаються у напівпустелях. У той же час чорних носорогів немає у вологих тропічних лісах басейнів ріки Конго та Західній Африці. У Східній Африці чорного носорога було знайдено у горах навіть на висоті 2700 м над рівнем моря. Чорний носоріг веде здебільшого осілий спосіб життя. При цьому чорні носороги є одинаками, спілкуються з іншими представниками свого виду лише при спарюванні.
Чорний носоріг не вміє плавати. Для нього навіть невелика водяна перепона є нездоланною.
До великих тварин, в першу чергу слонів та людей, чорний носоріг досить агресивний. Проте при зустрічі з людиною, як правило, намагається втекти. Швидкість його дорівнює 48 км за годину. У той же час чорний носоріг досить сумирний у стосунках із іншими носорогами, також має мирні відносини з буйволами, зебрами, антилопами гну. Серед птахів та інших тварин у чорних носорогів є помічники. Так, позбавлятися кліщів та різних паразитів чорним носорогам допомагають волоклюї, або буйволові птахи (з родини шпаків) та болотні черепахи.
Чорний носоріг дуже полюбляє приймати ванни з багнюки. Тут він може проводити досить багато часу. На водопій тварина може проходити до 8-10 км.
Живляться чорні носороги молодими пагонами чагарників зазвичай вранці та ввечері, а спекотні часи проводить у напівсні, стоячі у тіні дерев.
Сплять тварини вночі по 8-9 годин, підібравши ноги під себе та поклавши голову на землю.
Живуть чорні носороги до 35 років.

## Відтворення

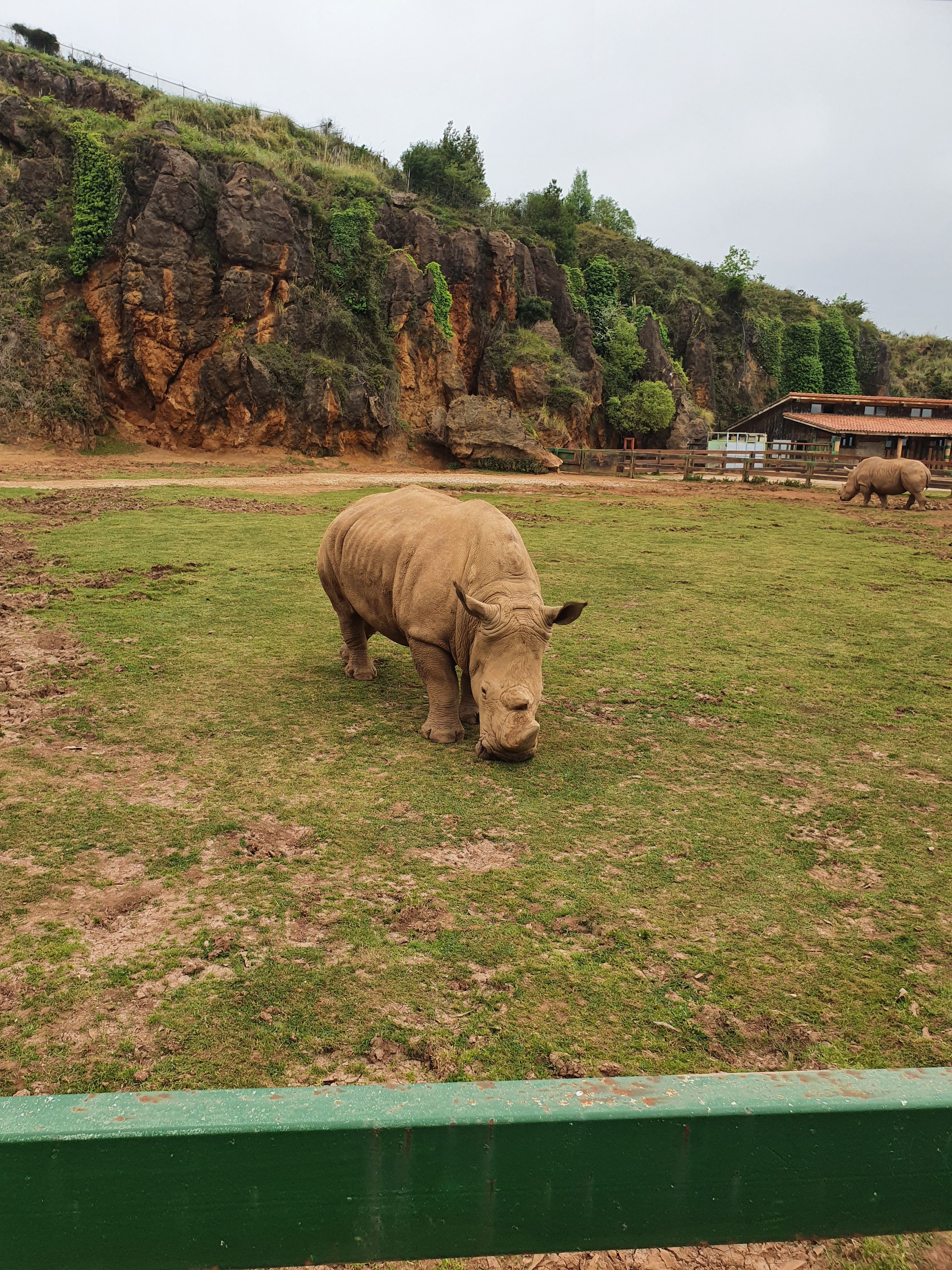
Стадо Diceros bicornis на вільному вигулі у парку природи Кабарсено «Звіриний рай» в Кантабрії (Іспанія)

Чорні носороги не мають конкретного сезону спарювання. Вагітність у самок триває 15-16 місяців. Народжується 1 дитинча, зазвичай у березні. При цьому воно має вагу 20-35 кг, ріг заввишки 1 см. З самого початку починає ходити. Проте до 2 років харчується молоком матері, а до 3,5 років не полишає її.

## Розповсюдження
Мешкає чорний носоріг у Центральній, Східній та Південній Африці. Ще у 1900 році цих тварин у Африці було до 200 тисяч. Проте браконьєрство та постійне полювання на чорних носорогів суттєво зменшили їх чисельність. У середині XX ст. їх залишалося близько 14 тисяч. Найбільшою була популяція чорних носорогів у Танзанії — до 4 тисяч тварин. За останніми відомостями всього чорних носорогів у дикій природі залишилося 4280 тварин.
Вважається, що є реальна загроза зникнення цього виду тварин

## Нотатки
- Чорного носорога Західної Африки офіційно оголошено вимерлим видом